# Керблам!
«Керблам!» (англ. Kerblam, или «Бабах!» в переводе с английского) — седьмая серия одиннадцатого сезона британского научно-фантастического сериала «Доктор Кто», премьера которой состоялась 18 ноября 2018 года на канале BBC One. Сценарий к эпизоду написал Пит Мактай, режиссёром стала Дженнифер Перротт.
Тринадцатый доктор (Джоди Уиттакер) получает таинственную посылку с просьбой о помощи. Вместе со своими спутниками, Грэмом О’Брайеном (Брэдли Уолш), Райаном Синклером (Тосин Коул) и Ясмин Хан (Мандип Гилл), она отправляется в службу доставки «Керблам» и обнаруживает, что там регулярно пропадают сотрудники, а автоматические системы ведут себя странно.
В эпизоде приняли участие приглашённые актёры Джули Хесмондал, Ли Мак, Каллум Диксон, Клаудия Джесси, Лео Фланаган и Мэтью Гравель. В целом его посмотрело 7,46 миллионов зрителей, и он получил положительные отзывы критиков.

## Сюжет
Доктор получает таинственную посылку, в которой находит призыв о помощи. Вместе со своими спутниками она направляется в штаб-квартиру «Керблам», межгалактического интернет-магазина, из которого пришла посылка. «Керблам» представляет собой в основном склады, оснащённые автоматическими системами, которые местный персонал называет «коллеги». Доктор, Грэм, Райан и Ясмин внедряются под видом новых сотрудников и знакомятся с немногими людьми, которые работают в интернет-магазине: лицом компании Дэном Купером, диспетчером Кирой Арло и влюблённым в Киру рабочим Чарли Даффи. Вскоре они выясняют, что на складах регулярно пропадают сотрудники и что в компании очень тяжёлые условия труда. Вскоре исчезает Дэн, и Доктор начинает подозревать, что с автоматизированными системами что-то не так.
Тем не менее Джуди Мэддокс и Джарва Слэйд, возглавляющие человеческий персонал, всячески отрицают как свою причастность к пропаже людей, так и какие-либо проблемы в компании. Однако вскоре кто-то похищает Киру, и Доктор преследует похитителя до расположенного уровнем ниже полностью автоматического конвейера по упаковке и погрузке посылок. Там Повелительница времени обнаруживает останки пропавших людей, а также целую армию «коллег», держащих некие свёртки. Доктор использует устаревшую модель «коллеги», чтобы войти в контакт с ИИ «Керблама», который, как оказалось, и вызвал её для того, чтобы выяснить, что́ не так с автоматизированной рабочей силой. Тем временем Ясмин, Райан и Чарли становятся свидетелями смерти Киры в результате взаимодействия с пузырчатой плёнкой, и Доктор понимает, что кто-то превратил данный материал в оружие с целью использовать его на клиентах «Керблама».
Вскоре Чарли раскрывает, что за всем стоял именно он. По его словам, он не хотел смерти Киры, а его единственной целью было прекращение полной автоматизации производства, из-за которой люди становятся не нужны. Получив работу в «Кербламе», он стал похищать людей и использовать их в качестве подопытных при создании своего опасного обёрточного материала, который впоследствии должен был вызвать несколько внезапных смертей среди клиентов компании, что немедленно списали бы на недостатки автоматизации и отсутствие контроля со стороны человеческого персонала. Поняв, что ИИ компании убил Киру, чтобы заставить Чарли осознать свою ошибку, Доктор перепрограммирует «коллег», чтобы собрать всю пузырчатую плёнку в одном месте. Пока все убегают, Чарли остаётся и погибает в результате мощного взрыва, разрушившего конвейер. После произошедшего Мэддокс и Слэйд решают восстановить «Керблам», но теперь они намерены использовать по большей части людей-рабочих.

### Связь с другими сериями
В конце эпизода Доктор использует боевое искусство, известное как венерианское айкидо, — парализовав Слэйда тем же самым приёмом, который она использовала на Эрзо в серии «Призрачный монумент». Венерианское айкидо также использовали Третий и Двенадцатый Доктора. В самом начале Доктор получает посылку, в которой, помимо просьбы о помощи, также была феска, что является отсылкой на Одиннадцатого Доктора, обожавшего этот головной убор. Позднее в серии упоминаются осы и Агата Кристи, что отсылает зрителя к эпизоду «Единорог и оса», в котором Десятый Доктор повстречал данную писательницу, а также веспиформу — инопланетное существо, похожее на гигантскую осу.

## Производство
Все сцены как в помещениях, так и на открытом воздухе были отсняты в Великобритании. Режиссером выступила австралийка Дженнифер Перротт, которая ранее была одним из продюсеров пятого эпизода, «Головоломка Цуранга».

## Показ
| Оценки критиков                  | Оценки критиков |
| Источник                         | Оценка          |
| -------------------------------- | --------------- |
| Rotten Tomatoes (Томатометр)     | 90%             |
| Rotten Tomatoes (Средняя оценка) | 7.62            |
| Daily Mirror                     | [ 5 ]           |
| Metro                            | [ 6 ]           |
| New York Magazine                | [ 7 ]           |
| Radio Times                      | [ 8 ]           |
| The A.V. Club                    | B+              |
| The Telegraph                    | [ 10 ]          |
| The Independent                  | [ 11 ]          |
| TV Fanatic                       | [ 12 ]          |

### Продвижение
16 ноября 2018 года вступительные сцены к данному эпизоду можно было посмотреть в рамках телемарафона «Дети в нужде».

### Рейтинги
В день премьеры «Керблам!» посмотрело 5,93 миллионов зрителей, что составило приблизительно 28,5 % всех британских зрителей того вечера и поставило эпизод на четвёртое место среди всех показов того же вечера и на десятое — среди вечерних показов недели по всем британским каналам. В целом серию посмотрело 7,46 миллионов британских зрителей, в результате чего она стала девятым самым просматриваемым шоу недели. Индекс оценки составил 81.

### Критика
В целом эпизод получил положительные отзывы критиков. На сайте Rotten Tomatoes, на котором собираются рецензии различных критиков, у серии 90 % положительных откликов и средняя оценка 7,62 из 10 на основе 29 обзоров. Решение критиков звучит следующим образом: «Превосходные машины, морально-этические проблемы и вещь, которой мы пользуемся каждый день, ставшая ужасающим чудовищем — всё это сделало „Керблам!“ забавным и в то же время страшным возвращением к истокам „Доктора Кто“».
Некоторые рецензенты высказали предположение. что вымышленная компания «Керблам!» высмеивает известный сервис Amazon.com и покупки онлайн в целом.